# Stal Dniepropetrowsk
Stal Dniepropetrowsk (ukr. Футбольний клуб «Сталь» (Дніпропетровськ), Futbolnyj Kłub "Stal" (Dnipropetrowśk)) – ukraiński klub piłkarski, mający siedzibę w mieście Dniepropietrowsk, w południowo-wschodniej części kraju, grający w 1936 w 2 strefie ukraińskiej Klasy B mistrzostw ZSRR.

## Historia
Chronologia nazw:
- 1923: Zespół zakładu im. Lenina w Jekaterynosławiu (ukr. Команда заводу імені В.І.Леніна в Єкатеринославі, ros. Команда завода имени В.И.Ленина в Екатеринославе)
- 1926: Zespół zakładu im. Lenina w Dniepropetrowsku (ukr. Команда заводу імені В.І.Леніна Дніпропетровськ, ros. Команда завода имени В.И.Ленина Днепропетровск)
- 1936: Stal Dniepropetrowsk (ukr. «Сталь» (з-д. ім. В.І.Леніна) Дніпропетровськ, ros. «Сталь» (з-д. им. В.И.Ленина) Днепропетровск)
- 1989: klub rozwiązano

Piłkarska drużyna zakładu im. Lenina została założona w Jekaterynosławiu w 1923 roku i reprezentowała miejscowy Zakład walcowania rur im. Lenina. Kiedy w 1936 roku rozpoczęto rozgrywki Mistrzostw ZSRR w piłce nożnej, klub przyjął nazwę Stal. Tak jak w mieście była jeszcze jedna drużyna, która też nazywała się "Stal", ale prezentowała zakład im. Pietrowskiego, to aby rozróżnić je dodawano w nazwie Stal (z-d im. Lenina). W sezonie wiosna 1936 roku zespół zajął przedostatnie 4.miejsce w Grupie G mistrzostw ZSRR. Jesienią 1936 roku awansował na drugą pozycję w Grupie G. Jednak w następnym sezonie "Stal" zakładu im.Lenina została wycofana z Mistrzostw ZSRR i zastąpiona "Stalą" zakładu im.Pietrowskiego - przyszłym klubem FK Dnipro. W 1936 i 1937 zespół zakładu im.Lenina startował w rozgrywkach Pucharu ZSRR, a potem kontynuował grę w rozgrywkach lokalnych.
Podczas II wojny światowej klub nie funkcjonował, a po jej zakończeniu potem występował w rozgrywkach mistrzostw i Pucharu obwodu dniepropetrowskiego, dopóki nie został rozwiązany.

## Barwy klubowe, strój
|  |  |  |

Klub ma barwy czerwono-biało-czarne. Zawodnicy domowe spotkania zazwyczaj grają w pasiastych pionowo czerwono-białych koszulkach, czarnych spodenkach oraz czarnych getrach.

## Sukcesy

### Trofea międzynarodowe
Nie uczestniczył w rozgrywkach europejskich (stan na 31-05-2020).

### Trofea krajowe
| \| \| Zdobyte trofea w rozgrywkach Związku Radzieckiego (stan na: 31-12-1992) \| |                                                                         |      |          |
| Rozgrywki                                                                        | Osiągnięcie                                                             | Razy | Sezon(y) |
| Mistrzostwo                                                                      | I miejsce                                                               | 0    |          |
| Mistrzostwo                                                                      | II miejsce                                                              | 0    |          |
| Mistrzostwo                                                                      | III miejsce                                                             | 0    |          |
| Puchar                                                                           | zdobywca                                                                | 0    |          |
| Puchar                                                                           | finalista                                                               | 0    |          |
| Puchar                                                                           | 1/32 finału                                                             | 1    | 1936     |
| II liga                                                                          | I miejsce                                                               | 0    |          |
| II liga                                                                          | II miejsce                                                              | 0    |          |
| II liga                                                                          | III miejsce                                                             | 0    |          |
|                                                                                  | Zdobyte trofea w rozgrywkach Związku Radzieckiego (stan na: 31-12-1992) |      |          |

- Mistrzostwo Ukraińskiej SRR:
  - 3.miejsce (1x): 1936

## Poszczególne sezony

### Rozgrywki międzynarodowe

#### Europejskie puchary
Nie uczestniczył w rozgrywkach europejskich.

### Rozgrywki krajowe
| \| \| Bilans występów klubu w rozgrywkach piłkarskich Związku Radzieckiego (Stan na 31 grudnia 1992 r.) \| |                                                                                                   |        |       |   |   |   |    |    |     |           |        |        |      |
| Poziom | Rozgrywki                                                                                         | Sezony | Mecze | Z | R | P | B+ | B– | Pkt | Lata      | Awanse | Spadki | Naj. |
| I | Wysszaja liga                                                                                     | 0      |       |   |   |   |    |    |     |           | 0      | 0      |      |
| II | Wtoraja gruppa                                                                                    | 0      |       |   |   |   |    |    |     |           |        |        |      |
| III | Trietja gruppa                                                                                    | 0      |       |   |   |   |    |    |     |           | 0      | 0      |      |
| IV | Gruppa G                                                                                          | 2      |       |   |   |   |    |    |     | 1936      | 0      | 0      | 2    |
| V | Gruppa D                                                                                          | 0      |       |   |   |   |    |    |     |           |        |        |      |
| | Puchar ZSRR                                                                                       | 2      |       |   |   |   |    |    |     | 1936–1937 | 0      | 0      | 1/32 |
| | Bilans występów klubu w rozgrywkach piłkarskich Związku Radzieckiego (Stan na 31 grudnia 1992 r.) |        |       |   |   |   |    |    |     |           |        |        |      |

## Struktura klubu

### Stadion
Klub piłkarski rozgrywał swoje mecze domowe na stadionie Metałurh w Dniepropetrowsku o pojemności 10000 widzów.

## Kibice i rywalizacja z innymi klubami

### Derby
- FK Dnipro
- StalDMZ Dniepr